# Leberkäse
 (décembre 2009).
Si vous disposez d'ouvrages ou d'articles de référence ou si vous connaissez des sites web de qualité traitant du thème abordé ici, merci de compléter l'article en donnant les références utiles à sa vérifiabilité et en les liant à la section « Notes et références ».

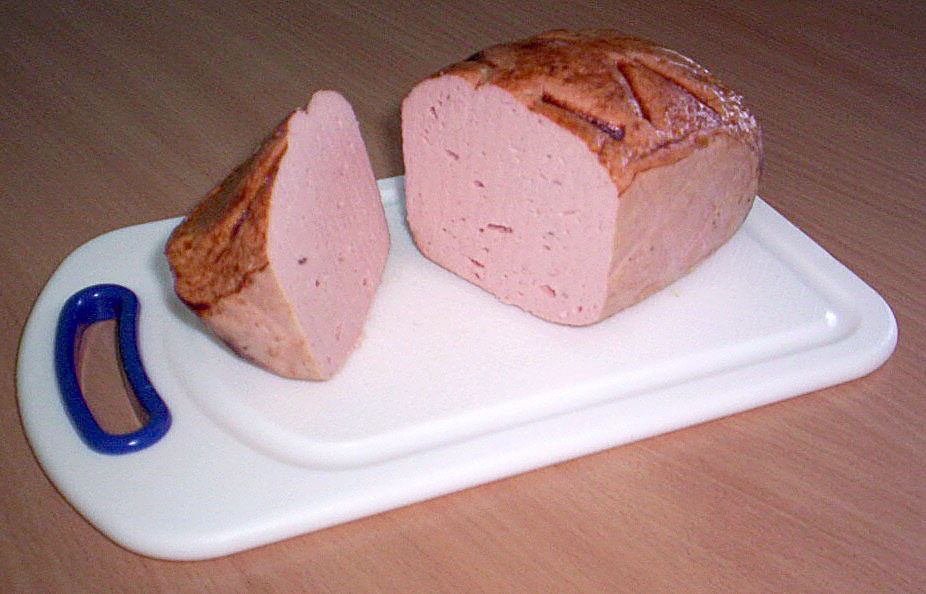
Leberkäse.

Le Leberkäse (parfois écrit Leberkäs ou Leberka(a)s en Autriche et certaines parties de l'Allemagne, en Souabe, en Bavière et en Franconie) (prononciation allemande :), Fleischkäse, ou Fleischlaib est une spécialité culinaire dans le sud de l'Allemagne, en Autriche et dans certaines parties de la Suisse, similaire au pain de viande. Suisse romande, il s'appelle « fromage d'Italie ». Il est fabriqué à partir de corned-beef, de lard et d'oignons, très finement hachés, puis cuits comme un pain jusqu'à ce qu'il ait une croûte brune croustillante.

## Étymologie
Le Leberkäse aurait été inventé en 1776 par le cuisinier du duc Charles-Théodore de Bavière, mais cette origine est très fortement contestée. Le nom de « Leberkäse » se traduit littéralement en « fromage de foie » même si en Bavière, le plat ne contient traditionnellement ni foie, ni fromage. Les linguistes pensent que l'étymologie du mot provient soit du moyen haut-allemand lab (« coaguler ») ou laib (« pain »), et de la racine slave quas (« festin »).
Une autre théorie dit que le nom viendrait du moyen-allemand läb (allemand : leib), « chair ».

## Types deLeberkäse

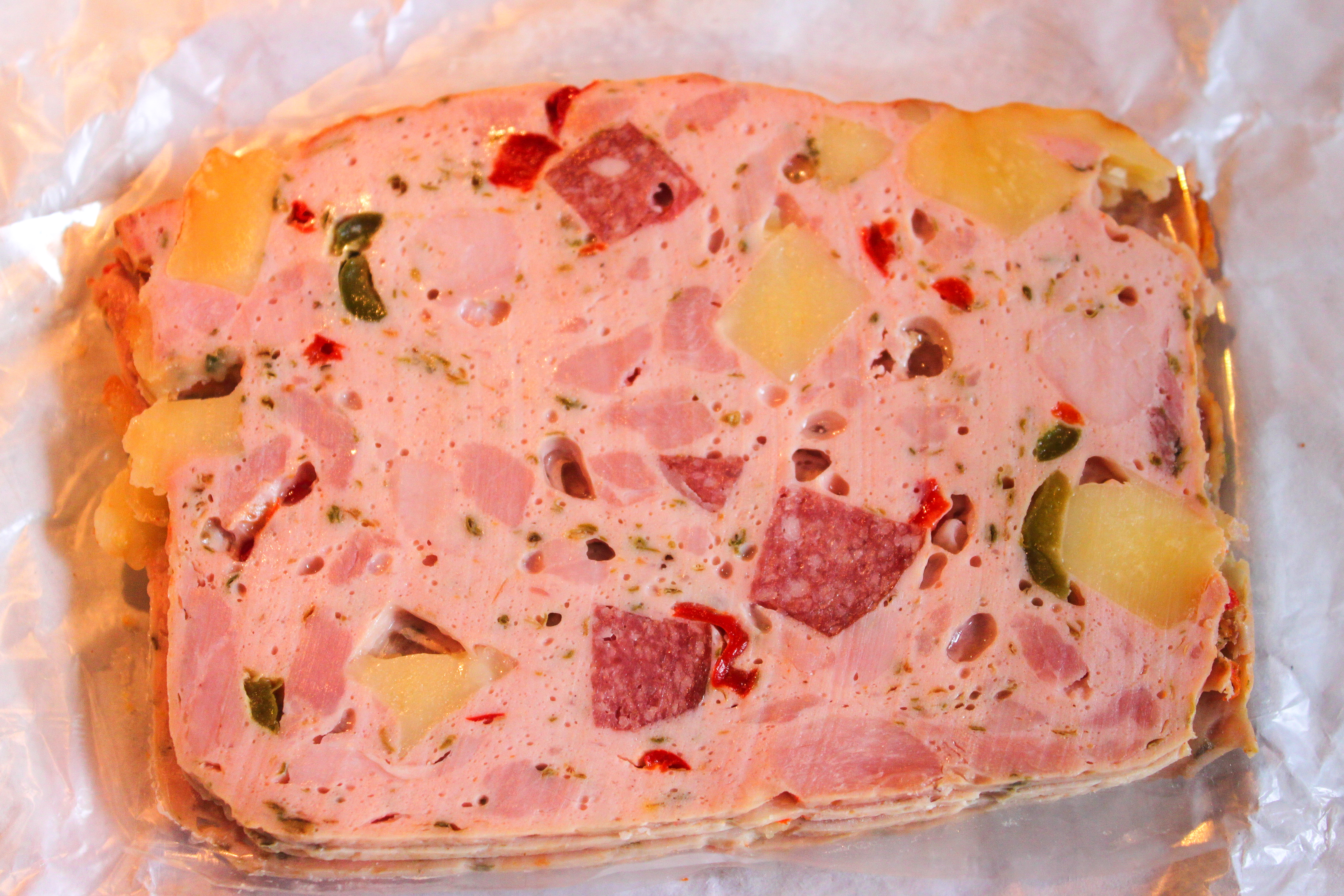
Leberkäse à la pizza.

Selon la loi allemande, seuls les produits appelés « Leberkäse bavarois » sont autorisés à ne pas contenir de foie ; autrement, le Leberkäse doit contenir au minimum 4 % de foie. Quelques variantes locales doivent contenir encore plus de foie, comme le Leberkäse de Stuttgart, qui doit en contenir au moins 5 %.
Il existe plusieurs variantes, contenant du poivron, des morceaux de fromage, ou du Leberkäse à la pizza (avec des morceaux d’olives, de poivron et de fromage).

## Consommation
Il y a plusieurs manières de consommer le Leberkäse :

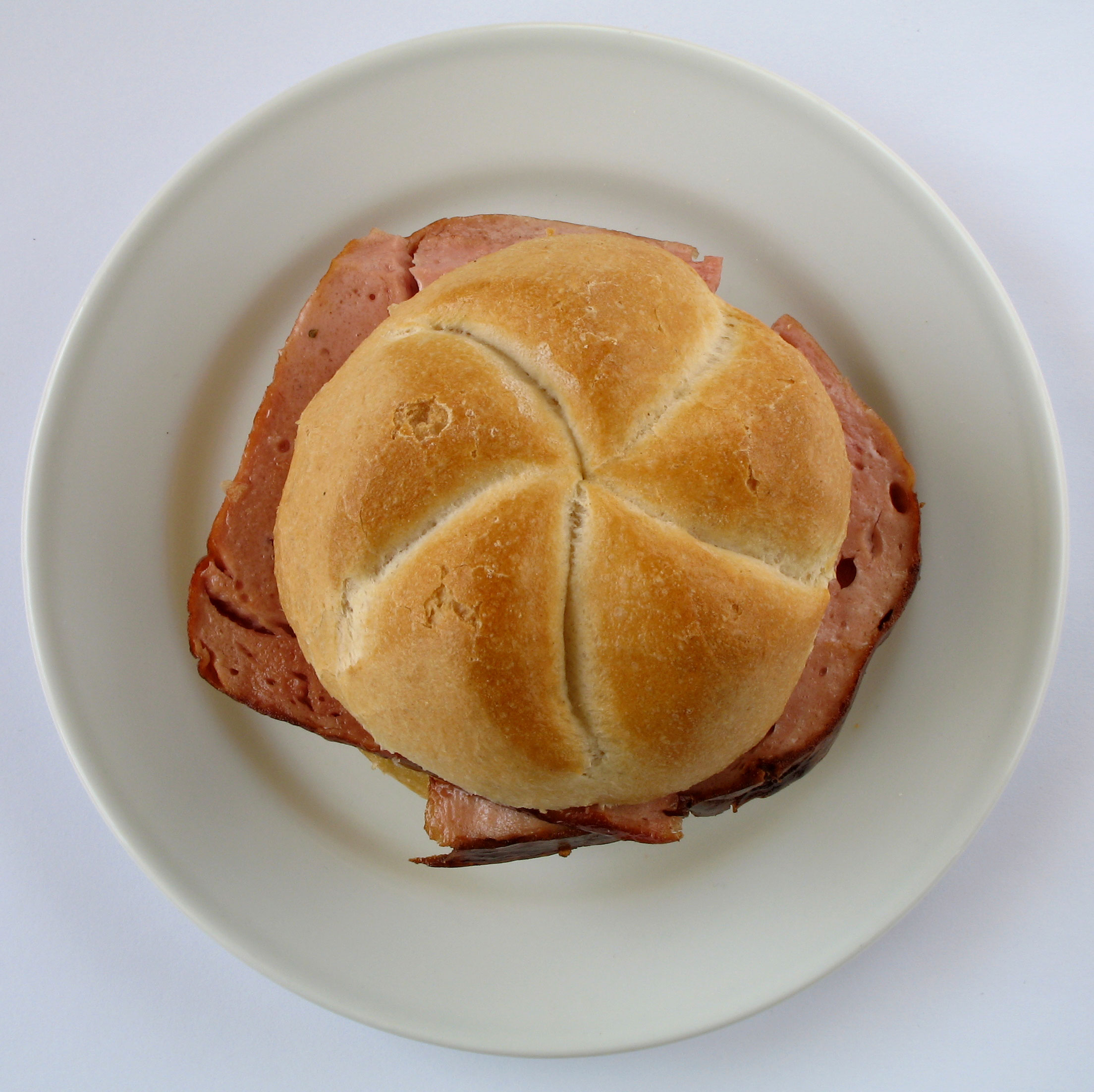
Leberkässemmel.

- en le coupant en dés, généralement servis avec de la moutarde douce et des bretzels ou une salade de pommes de terre ;
- en tranche, chaud, placé dans un petit pain — appelé Semmel en Bavière —, assaisonné de moutarde. Le résultat, généralement appelé Leberkässemmel (ou Leberkäsweggla en Franconie), se rencontre souvent dans les fast-food bavarois et autrichiens ;
- alternativement, les tranches peuvent également être grillées, auquel cas elles sont souvent accompagnés d'œufs sur le plat ou d'une salade de pommes de terre. C'est un plat très connu dans les Biergarten, souvent appelé Strammer Max ;
- Le Leberkäse froid peut aussi être coupé en fines tranches et utilisé pour faire des sandwiches.